# 臨朐鳥屬

臨朐鳥屬（學名：Linquornis）是雞形目中已滅絕的一屬，生存於中新世的中國。化石出土於山東省濰坊市臨朐縣山旺鎮，體型大小與孔雀相近，是僅次於東方鴕鳥以外中國境內出土最大型的鳥類化石